# 深空天體
深空天體（Deep sky object, DSO）是太陽系外非恆星的天體，常見於業餘天文學，主要是被用来觀看。
其中只有最亮的几个能為肉眼所見，如M31仙女座大星系和M42獵戶座大星雲。一百個以上的能通過雙筒望遠鏡看到，例如18世紀法國天文學家梅西耶所編的《星雲星團表》中的大部分天體，见梅西耶星表。若有天文望遠鏡或通晓天文攝影更佳。
深空天體的主要分類有：
- 星團
  - 疏散星團
  - 球狀星團
- 星雲
  - 瀰漫星雲（亮星雲）
    - 發射星雲
    - 反射星雲
    - 暗星雲

  - 超新星殘骸
  - 行星狀星雲
- 星系
- 類星體
- 系外行星

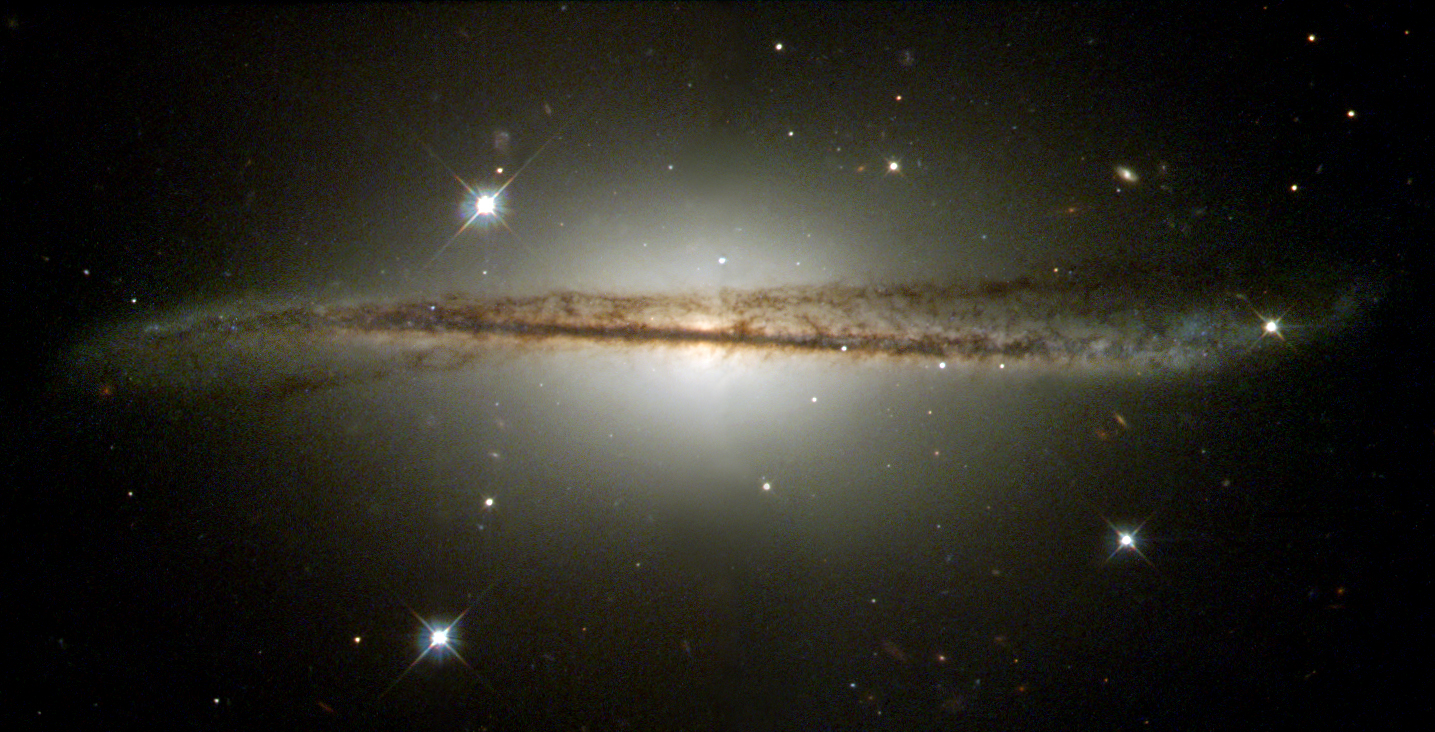
一個深空天體：位於長蛇座的一個奇特螺旋星系ESO 510-G13，他充滿塵埃粒子的星系赤道盤面被扭曲了。這個星系距離地球1億7千萬光年，直徑約10萬光年。

有幾個深空天體的目錄：收錄了110個深空天體的梅西耶星雲星團表，更全面的星雲星團新總表總數將近8,000個天體），以及另外幾種。還有更多的天體列在專業的烏普薩拉星系總表，許多天文愛好者利用這些對象來測試她們的觀測設備和磨練觀測的技巧。在每年的特定日子，有些地區會舉辦梅西爾馬拉松競賽，要求參加者在一個夜晚看遍110個梅西爾天體。收錄了400個深空天體赫歇爾目錄則被設計作為有經驗的天文學家測試更大的望遠鏡之用。